# Warren Christopher
Warren Minor Christopher (født 27. oktober 1925 i Scranton, North Dakota, USA, død 18. marts 2011) var en amerikansk diplomat og jurist. Han gjorde tjeneste som USA's viceudenrigsminister 1977-1981 under præsident Jimmy Carter og som USA's udenrigsminister 1993-1997 under præsident Bill Clinton. Christopher var medlem af Det demokratiske parti.
| Efterfulgte: Lawrence Eagleburger | USA's udenrigsminister 1993–1997 | Efterfulgtes af: Madeleine Albright |